# Puerto Rico a 2008. évi nyári olimpiai játékokon
Puerto Rico a kínai Pekingben megrendezett 2008. évi nyári olimpiai játékok egyik részt vevő nemzete volt. Az országot az olimpián 8 sportágban 22 sportoló képviselte, akik érmet nem szereztek.

## Atlétika
Férfi
| Versenyző      | Versenyszám | Előfutam | Előfutam | Előfutam | Negyeddöntő | Negyeddöntő | Negyeddöntő | Elődöntő | Elődöntő | Elődöntő | Döntő   | Döntő    |
| Versenyző      | Versenyszám | Idő      | Hely.    | Össz.    | Idő         | Hely.       | Össz.       | Idő      | Hely.    | Össz.    | Idő     | Helyezés |
| -------------- | ----------- | -------- | -------- | -------- | ----------- | ----------- | ----------- | -------- | -------- | -------- | ------- | -------- |
| Félix Martínez | 400 m       | 46,46    | 7.       | 44.      |             |             |             | kiesett  | kiesett  | kiesett  | kiesett | kiesett  |
| David Freeman  | 1500 m      | 3:39,70  | 10.      | 24.      |             |             |             | kiesett  | kiesett  | kiesett  | kiesett | kiesett  |
| Héctor Cotto   | 110 m gát   | 13,72    | 6.       | 28.      | 13,73       | 8.          | 27.         | kiesett  | kiesett  | kiesett  | kiesett | kiesett  |
| Javier Culson  | 400 m gát   | 49,60    | 4.       | 15.      |             |             |             | 49,85    | 8.       | 14.      | kiesett | kiesett  |

Női
| Versenyző       | Versenyszám | Előfutam | Előfutam | Előfutam | Negyeddöntő | Negyeddöntő | Negyeddöntő | Elődöntő | Elődöntő | Elődöntő | Döntő   | Döntő    |
| Versenyző       | Versenyszám | Idő      | Hely.    | Össz.    | Idő         | Hely.       | Össz.       | Idő      | Hely.    | Össz.    | Idő     | Helyezés |
| --------------- | ----------- | -------- | -------- | -------- | ----------- | ----------- | ----------- | -------- | -------- | -------- | ------- | -------- |
| Carol Rodríguez | 200 m       | 24,07    | 7.       | 40.*     | kiesett     | kiesett     | kiesett     | kiesett  | kiesett  | kiesett  | kiesett | kiesett  |
| Carol Rodríguez | 400 m       | 53,08    | 5.       | 36.      |             |             |             | kiesett  | kiesett  | kiesett  | kiesett | kiesett  |

* - egy másik versenyzővel azonos időt ért el

## Cselgáncs
Férfi
| Versenyző         | Versenyszám | Selejtező         | 32-es főtábla                        | Nyolcaddöntő      | Negyeddöntő       | Elődöntő          | Vigaszág első kör | Vigaszág negyeddöntő | Vigaszág elődöntő | Bronz- mérkőzés   | Döntő             | Helyezés |
| Versenyző         | Versenyszám | Ellenfél Eredmény | Ellenfél Eredmény                    | Ellenfél Eredmény | Ellenfél Eredmény | Ellenfél Eredmény | Ellenfél Eredmény | Ellenfél Eredmény    | Ellenfél Eredmény | Ellenfél Eredmény | Ellenfél Eredmény | Helyezés |
| ----------------- | ----------- | ----------------- | ------------------------------------ | ----------------- | ----------------- | ----------------- | ----------------- | -------------------- | ----------------- | ----------------- | ----------------- | -------- |
| Abderramán Brenes | Váltósúly   |                   | Giuseppe Maddaloni (ITA) · 0001-0020 | kiesett           | kiesett           | kiesett           |                   |                      |                   |                   |                   | 21.      |
| Alexis Chiclana   | Középsúly   |                   | David Alarza (ESP) · 0100-1101       | kiesett           | kiesett           | kiesett           |                   |                      |                   |                   |                   | 20.      |
| Pablo Figueroa    | Nehézsúly   |                   | Þormóður Jónsson (ISL) · 0001-1000   | kiesett           | kiesett           | kiesett           |                   |                      |                   |                   |                   | 21.      |

## Ökölvívás
| Versenyző         | Versenyszám  | Selejtező                       | Nyolcaddöntő                     | Negyeddöntő                | Elődöntő          | Döntő             | Helyezés |
| Versenyző         | Versenyszám  | Ellenfél Eredmény               | Ellenfél Eredmény                | Ellenfél Eredmény          | Ellenfél Eredmény | Ellenfél Eredmény | Helyezés |
| ----------------- | ------------ | ------------------------------- | -------------------------------- | -------------------------- | ----------------- | ----------------- | -------- |
| McWilliams Arroyo | Légsúly      |                                 | Kalucza Norbert (HUN) · 14-6     | Andry Laffita (CUB) · 2-11 | kiesett           | kiesett           | 5.       |
| McJoe Arroyo      | Harmatsúly   | Szergej Vodopjanov (RUS) · 5-10 | kiesett                          | kiesett                    | kiesett           | kiesett           | 17.      |
| José Pedraza      | Könnyűsúly   | Onur Şipal (TUR) · 10-3         | Daouda Sow (FRA) · 9-13          | kiesett                    | kiesett           | kiesett           | 9.       |
| Jonathan González | Kisváltósúly | Ionuț Gheorghe (ROU) · 4-21     | kiesett                          | kiesett                    | kiesett           | kiesett           | 17.      |
| Carlos Negrón     | Félnehézsúly | Mehdi Gorbáni (IRI) · 13-4      | Jerkebulan Sinalijev (KAZ) · 3-9 | kiesett                    | kiesett           | kiesett           | 9.       |

## Sportlövészet
Férfi
| Versenyző      | Versenyszám | Selejtező | Selejtező | Döntő   | Döntő    |
| Versenyző      | Versenyszám | Pont      | Helyezés  | Pont    | Helyezés |
| -------------- | ----------- | --------- | --------- | ------- | -------- |
| Lucas Bennazar | Dupla trap  | 123       | 17.       | kiesett | kiesett  |

## Súlyemelés
Női
| Versenyző    | Versenyszám | Szakítás | Szakítás | Lökés    | Lökés    | Összesen | Helyezés |
| Versenyző    | Versenyszám | Eredmény | Helyezés | Eredmény | Helyezés | Összesen | Helyezés |
| ------------ | ----------- | -------- | -------- | -------- | -------- | -------- | -------- |
| Geralee Vega | 58 kg       | 90,0     | 8.*      | 112,0    | 9.       | 202,0    | 9.       |

* - egy másik versenyzővel azonos eredményt ért el

## Taekwondo
Férfi
| Versenyző   | Versenyszám | Nyolcaddöntő                  | Negyeddöntő       | Elődöntő          | Vigaszág elődöntő | Bronz- mérkőzés   | Döntő             | Helyezés |
| Versenyző   | Versenyszám | Ellenfél Eredmény             | Ellenfél Eredmény | Ellenfél Eredmény | Ellenfél Eredmény | Ellenfél Eredmény | Ellenfél Eredmény | Helyezés |
| ----------- | ----------- | ----------------------------- | ----------------- | ----------------- | ----------------- | ----------------- | ----------------- | -------- |
| Angel Román | Váltósúly   | Sébastien Michaud (CAN) · 1-2 | kiesett           | kiesett           | kiesett           |                   |                   | 11.      |

Női
| Versenyző       | Versenyszám | Nyolcaddöntő               | Negyeddöntő              | Elődöntő                    | Vigaszág elődöntő | Bronz- mérkőzés          | Döntő             | Helyezés |
| Versenyző       | Versenyszám | Ellenfél Eredmény          | Ellenfél Eredmény        | Ellenfél Eredmény           | Ellenfél Eredmény | Ellenfél Eredmény        | Ellenfél Eredmény | Helyezés |
| --------------- | ----------- | -------------------------- | ------------------------ | --------------------------- | ----------------- | ------------------------ | ----------------- | -------- |
| Asunción Ocasio | Váltósúly   | Eli Misztakídu (GRE) · 1-0 | Helena Fromm (GER) · 2-0 | Karine Sergerie (CAN) · 0-2 |                   | Sandra Šarić (CRO) · 1-5 |                   | 5.       |

## Torna
Férfi
| Versenyző   | Versenyszám      | Selejtező | Selejtező | Döntő    | Döntő    |
| Versenyző   | Versenyszám      | Pontszám  | Helyezés  | Pontszám | Helyezés |
| ----------- | ---------------- | --------- | --------- | -------- | -------- |
| Luis Rivera | Talaj            | 15,125    | 24.       | kiesett  | kiesett  |
| Luis Rivera | Ugrás            | 15,712    | 13.       | kiesett  | kiesett  |
| Luis Rivera | Korlát           | 14,575    | 61.       | kiesett  | kiesett  |
| Luis Rivera | Nyújtó           | 14,675    | 34.       | kiesett  | kiesett  |
| Luis Rivera | Gyűrű            | 15,250    | 22.       | kiesett  | kiesett  |
| Luis Rivera | Lólengés         | 14,750    | 20.       | kiesett  | kiesett  |
| Luis Rivera | Egyéni összetett | 90,600    | 13.       | 90,175   | 14.      |

## Úszás
Férfi
| Versenyző            | Versenyszám    | Előfutam | Előfutam | Előfutam | Elődöntő | Elődöntő | Elődöntő | Döntő   | Döntő    |
| Versenyző            | Versenyszám    | Idő      | Hely.    | Össz.    | Idő      | Hely.    | Össz.    | Idő     | Helyezés |
| -------------------- | -------------- | -------- | -------- | -------- | -------- | -------- | -------- | ------- | -------- |
| Douglas Lennox-Silva | 100 m pillangó | 53,34    | 5.       | 38.      | kiesett  | kiesett  | kiesett  | kiesett | kiesett  |
| Douglas Lennox-Silva | 200 m pillangó | 2:01,69  | 6.       | 38.      | kiesett  | kiesett  | kiesett  | kiesett | kiesett  |
| Daniel Velez         | 100 m mell     | 1:01,80  | 1.       | 33.      | kiesett  | kiesett  | kiesett  | kiesett | kiesett  |

Női
| Versenyző             | Versenyszám    | Előfutam | Előfutam | Előfutam | Elődöntő | Elődöntő | Elődöntő | Döntő   | Döntő    |
| Versenyző             | Versenyszám    | Idő      | Hely.    | Össz.    | Idő      | Hely.    | Össz.    | Idő     | Helyezés |
| --------------------- | -------------- | -------- | -------- | -------- | -------- | -------- | -------- | ------- | -------- |
| Vanessa García        | 50 m gyors     | 25,81    | 8.       | 35.      | kiesett  | kiesett  | kiesett  | kiesett | kiesett  |
| Kristina Lennox-Silva | 400 m gyors    | 4:20,17  | 4.       | 36.      |          |          |          | kiesett | kiesett  |
| Kristina Lennox-Silva | 200 m pillangó | 2:17,27  | 4.       | 34.      | kiesett  | kiesett  | kiesett  | kiesett | kiesett  |